# Saskia
Saskia ist ein weiblicher Vorname. Der Namenstag ist am 10. Juli.

## Herkunft
Der Name ist die weibliche Form vom althochdeutschen „Sachso“ und bedeutet „die Sächsin“.

## Namensträgerinnen

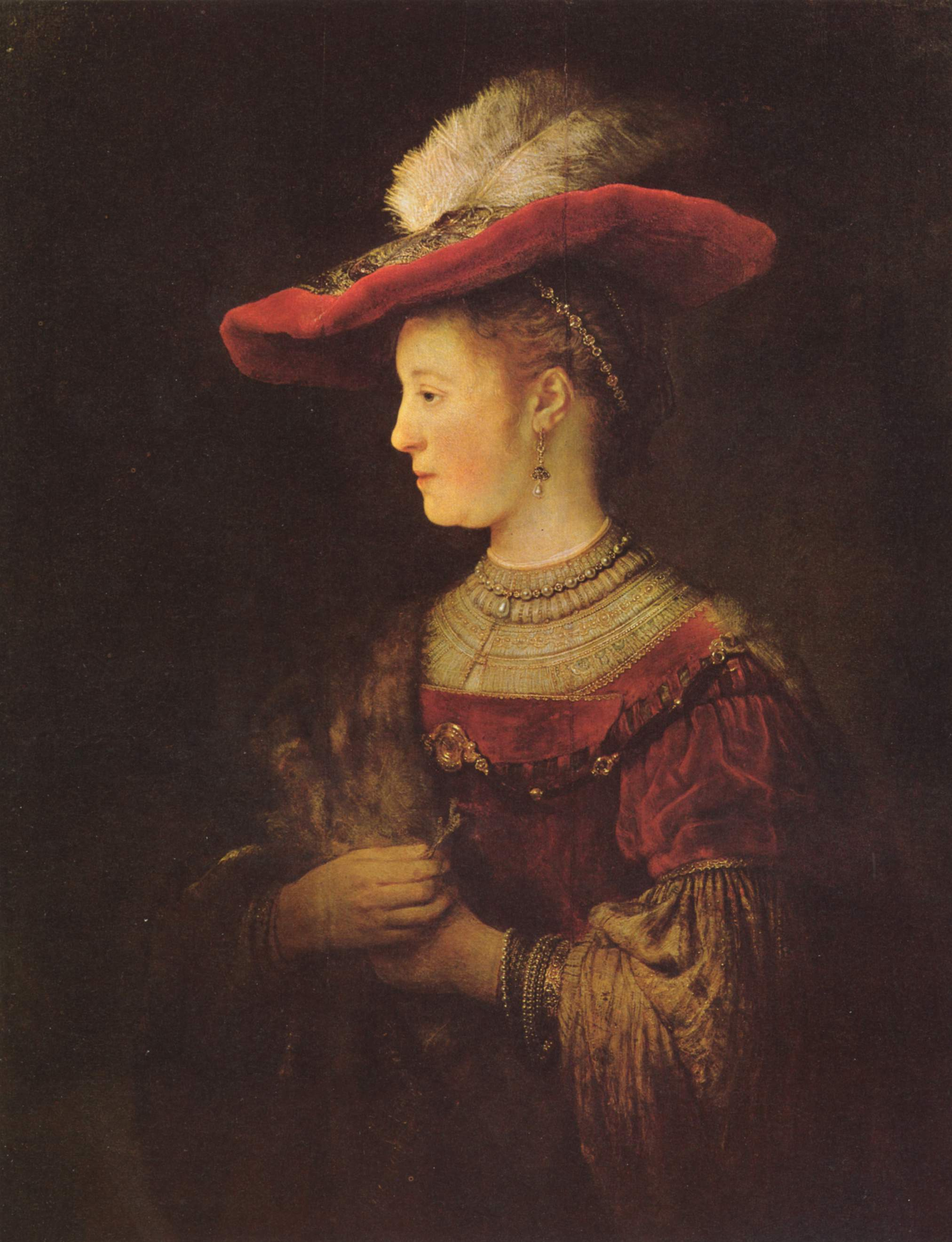
Rembrandt: Saskia van Uylenburgh im Profil, in reichem Kostüm, 1633/34–1642, von Rembrandt van Rijn, Öl auf Holz, Gemäldegalerie Alte Meister, Kassel

- Saskia Atzerodt (* 1992), deutsches Model, Playmate und Reality-TV-Teilnehmerin
- Saskia Bartusiak (* 1982), deutsche Fußballspielerin
- Saskia Beecks (* 1988), deutsche Laiendarstellerin
- Saskia Bellahn (Saskia Weckler; * 1975), deutsche Schauspielerin und Synchronsprecherin
- Saskia Berwein (* 1981), deutsche Schriftstellerin
- Saskia Burmeister (* 1985), australische Schauspielerin
- Saskia de Coster (* 1976), belgische Schriftstellerin
- Saskia Esken (* 1961), deutsche Politikerin (SPD)
- Saskia Fischer (* 1966), deutsche Schauspielerin
- Saskia Hennig von Lange (* 1976), deutsche Schriftstellerin und Kunsthistorikerin
- Saskia Hippe (* 1991), deutsche Volleyball-Nationalspielerin
- Saskia Hölbling (* 1971), österreichische Choreografin und Tänzerin
- Saskia Hula (* 1966), österreichische Kinderbuchautorin
- Saskia Hummel (* 1972), deutsche Karateka
- Saskia Junggeburth (* 1975), deutsche Schauspielerin und Regisseurin
- Saskia Jungnikl (* 1981), österreichische Journalistin und Autorin
- Saskia de Lando (* 1980), deutsche Schauspielerin und Moderatorin
- Saskia Laroo (* 1959), niederländische Jazz-Trompeterin
- Saskia Leppin (* 1985), deutsche Sängerin und Musicaldarstellerin
- Saskia Lettmaier (* 1979), deutsche Juristin und Professorin
- Saskia Ludwig (* 1968), deutsche Politikerin (CDU)
- Saskia Montag-Seewald (* 1978), deutsche Gemmologin und Juwelierin
- Saskia Mulder (* 1973), niederländische Schauspielerin
- Saskia Naumann (* ?), deutsche Fernsehmoderatorin und Journalistin
- Saskia Noort (* 1967), niederländische Journalistin und Krimi-Autorin
- Saskia Reeves (* 1961), britische Schauspielerin
- Saskia Rosendahl (* 1993), deutsche Schauspielerin
- Saskia Santer (* 1977), ehemalige italienische Biathletin
- Saskia Sassen (* 1947), amerikanische Soziologin
- Saskia Schirmer (* 2003), deutsche Rennrodlerin
- Saskia Slegers (* 1962) alias Miss Djax, niederländische Musikproduzentin und DJ
- Saskia van Uylenburgh (1612–1642), Ehefrau von Rembrandt, siehe Bild
- Saskia Valencia (* 1964), deutsche Schauspielerin und Fernsehmoderatorin
- Saskia Vester (* 1959), deutsche Schauspielerin
- Saskia Warzecha (* 1987), deutsche Lyrikerin
- Saskia Webber (* 1971), US-amerikanische Fußballspielerin
- Saskia Wendel (* 1964), deutsche römisch-katholische Theologin